# Усадьба И. К. Лопашева
Усадьба И. К. Лопашева — архитектурный ансамбль в историческом центре Нижнего Новгорода. Главный дом усадебного комплекса построен в 1824—1853 годах. Автор первоначального проекта — архитектор А. Л. Леер. Окончательный проект дома разработал Н. И. Ужумедский-Грицевич.
Ансамбль состоит из двух строений: главного дома и флигеля 1870 года постройки. Комплекс зданий сегодня — объект культурного наследия Российской Федерации.

## История
Главный дом усадьбы был спроектирован в июле 1824 года архитектором А. Л. Леером для титулярной советницы Е. Захаровой и имел оригинальное архитектурное решение поэтажных планов с винтовой лестницей со стороны двора, от которой веером расходились жилые комнаты. 19 октября 1836 года хозяйка продала дом полковнику И. М. Плешивцеву, а тот в свою очередь — вольноотпущенному Ф. А. Кругликову. После пожара здание перешло во владение Ивана Кузьмича Лопашева, который обратился к архитектору Н. И. Ужумедскому-Грицевичу с просьбой составить план перестройки сгоревшего строения.
Новые план-фасады были высочайше утверждены 30 июля 1851 года. Через два года дом под надзором автора проекта был выстроен и полностью отделан. При этом сохранились стены старого здания.
Главный дом усадьбы играет важную градостроительную роль, фиксируя угол не построенной в своё время площади при пересечении старой Осыпной (Пискунова) и Большой Покровской улиц.